# Richard Keese
Richard Keese (* 23. November 1794 in Peru (heute Au Sable), Clinton County, New York; † 7. Februar 1883 in Keeseville, Au Sable, Clinton County) war ein US-amerikanischer Jurist und Politiker. Zwischen 1827 und 1829 vertrat er den Bundesstaat New York im US-Repräsentantenhaus.

## Werdegang
Richard Keese besuchte Gemeinschaftsschulen und die Keeseville Academy. Danach war er in der Landwirtschaft tätig. Politisch gehörte er der Jacksonian-Fraktion an. Bei den Kongresswahlen des Jahres 1826 für den 20. Kongress wurde Keese im 19. Wahlbezirk von New York in das US-Repräsentantenhaus in Washington, D.C. gewählt, wo er am 4. März 1827 die Nachfolge von Henry H. Ross antrat. Er schied nach dem 3. März 1829 aus dem Kongress aus. Nach seiner Kongresszeit ging er dem Versteigerungsgeschäft nach. Er war in den Jahren 1835 und 1836 Richter am Court of Common Pleas im Clinton County. Am 7. Februar 1883 starb er in Keeseville in Au Sable Town und wurde auf dem Evergreen Cemetery beigesetzt.